# Qustul
|  |

Qustul es el nombre actual de una antigua población situada 50 km al norte de la segunda catarata del río Nilo, en Nubia, en territorio de Egipto, cerca de Abu Simbel pero en la otra orilla oriental del río.

## Historia
Ciudad de cierta importancia en la época predinástica (Naqada II) y el periodo protodinástico de Egipto, como enclave comercial en la ruta hacia las regiones de Kush. Fue la capital del protoestado de Qustul, en la Baja Nubia, representada con un emblema aviforme.

Entre el periodo Nagada IId y el IIIa, el Grupo A se extiende hasta las poblaciones de la segunda catarata, lo que ha venido a denominarse como Grupo A Clásico. Es en esta coyuntura cuando comienzan a desarrollarse asentamientos tan importantes como Dakka, Sayala y Qustul.
Smith

El Grupo A está considerado del neolítico final y se data en el V-IV milenio a. C.; es un pueblo de pastores nómadas de bóvidos y ovicápridos, y de cazadores de gacelas; está relacionado con las poblaciones del desierto occidental del Nilo; se asentaban, esporádicamente, en pequeños poblados construidos con cabañas perecederas y tenían necrópolis con túmulos. Este pueblo parece estar influenciado por la cultura del neolítico final de Jartum y por el calcolítico septentrional de Nagada y Badarí.

## Yacimiento arqueológico
En esta zona, a principios del siglo XX, el Oriental Institute de Chicago encontró el emplazamiento un cementerio de época predinástica, que fue denominado "L". El nombre del gobernante predinástico Pe-Hor, aparece inscrito en varios serejs en una vasija hallada en Qustul.